# Grand Prix Formule 1 van Brazilië 2011

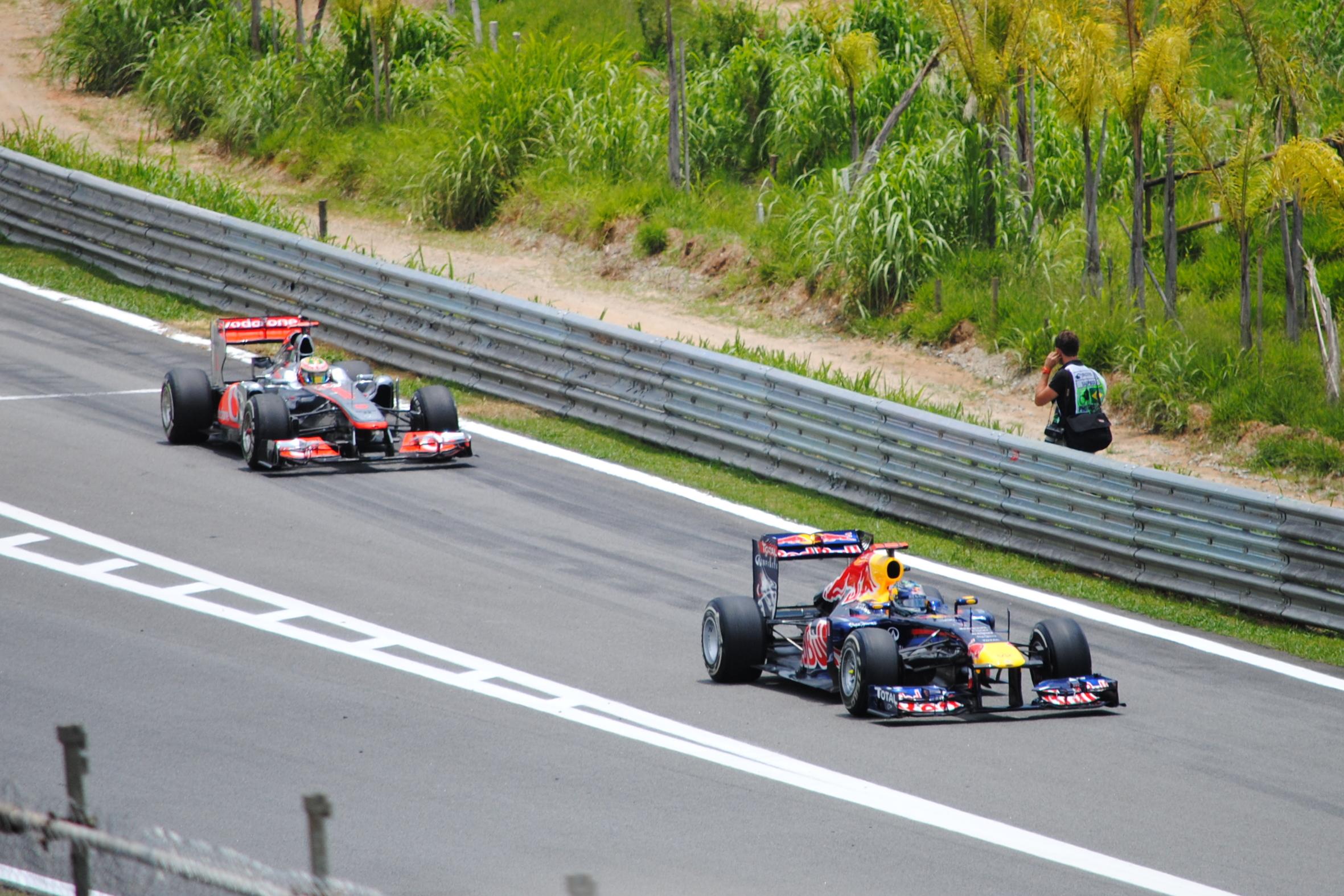
Sebastian Vettel (vooraan) en Lewis Hamliton kregen in Brazilië beiden te maken met versnellingsbakmalheur. Vettel werd er uiteindelijk nog tweede mee, maar Hamilton moest zijn bolide in de 46e ronde aan de kant zetten.

De Grand Prix Formule 1 van Brazilië 2011 werd gehouden op 27 november 2011 op het Autódromo José Carlos Pace. Het was de negentiende en laatste race uit het kampioenschap.

## Wedstrijdverloop

### Achtergrond
Er waren vijf coureurs die meereden bij de eerste vrije training op vrijdag. Nico Hülkenberg reed in de Force India in de plaats van Adrian Sutil, Jan Charouz stapte bij HRT in de bolide van Vitantonio Liuzzi, Jean-Eric Vergne nam bij Toro Rosso de plaats in van Sébastien Buemi, Luiz Razia reed bij Lotus in plaats van Jarno Trulli en Romain Grosjean mocht voor Renault de bolide uitproberen van Vitali Petrov. Slechts voor Charouz was het diens allereerste vrije training in de Formule 1.

### Kwalificatie
Sebastian Vettel behaalde zijn vijftiende poleposition van het seizoen. Hiermee brak de Red Bull Racing-coureur het record van Nigel Mansell, die in het seizoen 1992 tot veertien polepositions was gekomen. Het was bovendien de achttiende poleposition van het seizoen voor Red Bull. Zijn teamgenoot Mark Webber reed naar de tweede startplaats en Jenson Button kwalificeerde zich voor McLaren op de derde plek.

### Race
Mark Webber won de race, nadat Sebastian Vettel tijdens de race te maken had gekregen met versnellingsbakproblemen en voorzichtig moest schakelen. Jenson Button eindigde de race als derde, nadat hij lange tijd achter Ferrari-coureur Fernando Alonso had gereden, die vierde werd. Zijn teamgenoot Felipe Massa eindigde op de vijfde plaats. De Force India-coureurs Adrian Sutil en Paul di Resta eindigden respectievelijk als zesde en achtste, waarmee ze de zesde plek van Force India bij de constructeurs en de negende plek voor Sutil bij de coureurs veilig stelden. Nico Rosberg eindigde voor Mercedes op plaats zeven, terwijl zijn teamgenoot Michael Schumacher in aanraking kwam met Renault-coureur Bruno Senna. Schumacher liep hierdoor een lekke band op en eindigde uiteindelijk nog als vijftiende. Kamui Kobayashi (Sauber) en Vitali Petrov haalden de laatste punten binnen met een negende en tiende plek. Lewis Hamilton moest zijn McLaren aan de kant parkeren na versnellingsbakproblemen.

## Kwalificatie
| Pos                 | No | Coureur            | Constructeur         | Q1       | Q2       | Q3        | Grid |
| ------------------- | -- | ------------------ | -------------------- | -------- | -------- | --------- | ---- |
| 1                   | 1  | Sebastian Vettel   | Red Bull-Renault     | 1:13.664 | 1:12.446 | 1:11.918  | 1    |
| 2                   | 2  | Mark Webber        | Red Bull-Renault     | 1:13.467 | 1:12.658 | 1:12.099  | 2    |
| 3                   | 4  | Jenson Button      | McLaren-Mercedes     | 1:13.281 | 1:12.820 | 1:12.283  | 3    |
| 4                   | 3  | Lewis Hamilton     | McLaren-Mercedes     | 1:13.361 | 1:12.811 | 1:12.480  | 4    |
| 5                   | 5  | Fernando Alonso    | Ferrari              | 1:13.969 | 1:12.870 | 1:12.591  | 5    |
| 6                   | 8  | Nico Rosberg       | Mercedes             | 1:14.083 | 1:12.569 | 1:13.050  | 6    |
| 7                   | 6  | Felipe Massa       | Ferrari              | 1:14.269 | 1:13.291 | 1:13.068  | 7    |
| 8                   | 14 | Adrian Sutil       | Force India-Mercedes | 1:13.480 | 1:13.261 | 1:13.298  | 8    |
| 9                   | 9  | Bruno Senna        | Renault              | 1:14.453 | 1:13.300 | 1:13.761  | 9    |
| 10                  | 7  | Michael Schumacher | Mercedes             | 1:13.694 | 1:13.571 | geen tijd | 10   |
| 11                  | 15 | Paul di Resta      | Force India-Mercedes | 1:13.733 | 1:13.584 |           | 11   |
| 12                  | 11 | Rubens Barrichello | Williams-Cosworth    | 1:14.117 | 1:13.801 |           | 12   |
| 13                  | 19 | Jaime Alguersuari  | Toro Rosso-Ferrari   | 1:14.225 | 1:13.804 |           | 13   |
| 14                  | 18 | Sébastien Buemi    | Toro Rosso-Ferrari   | 1:14.500 | 1:13.919 |           | 14   |
| 15                  | 10 | Vitali Petrov      | Renault              | 1:13.859 | 1:14.053 |           | 15   |
| 16                  | 16 | Kamui Kobayashi    | Sauber-Ferrari       | 1:14.571 | 1:14.129 |           | 16   |
| 17                  | 17 | Sergio Pérez       | Sauber-Ferrari       | 1:14.430 | 1:14.182 |           | 17   |
| 18                  | 12 | Pastor Maldonado   | Williams-Cosworth    | 1:14.625 |          |           | 18   |
| 19                  | 20 | Heikki Kovalainen  | Lotus–Renault        | 1:15.068 |          |           | 19   |
| 20                  | 21 | Jarno Trulli       | Lotus–Renault        | 1:15.358 |          |           | 20   |
| 21                  | 23 | Vitantonio Liuzzi  | HRT–Cosworth         | 1:16.631 |          |           | 21   |
| 22                  | 22 | Daniel Ricciardo   | HRT–Cosworth         | 1:16.890 |          |           | 22   |
| 23                  | 25 | Jérôme d'Ambrosio  | Virgin–Cosworth      | 1:17.019 |          |           | 23   |
| 24                  | 24 | Timo Glock         | Virgin–Cosworth      | 1:17.060 |          |           | 24   |
| 107% tijd: 1:18.410 |    |                    |                      |          |          |           |      |

## Race
| Pos | No | Coureur            | Constructeur         | Rondes | Tijd/Oorzaak uitval | Grid | Punten |
| --- | -- | ------------------ | -------------------- | ------ | ------------------- | ---- | ------ |
| 1   | 2  | Mark Webber        | Red Bull-Renault     | 71     | 1:32:17.464         | 2    | 25     |
| 2   | 1  | Sebastian Vettel   | Red Bull-Renault     | 71     | +16.983             | 1    | 18     |
| 3   | 4  | Jenson Button      | McLaren-Mercedes     | 71     | +27.638             | 3    | 15     |
| 4   | 5  | Fernando Alonso    | Ferrari              | 71     | +35.048             | 5    | 12     |
| 5   | 6  | Felipe Massa       | Ferrari              | 71     | +1:06.733           | 7    | 10     |
| 6   | 14 | Adrian Sutil       | Force India-Mercedes | 70     | +1 ronde            | 8    | 8      |
| 7   | 8  | Nico Rosberg       | Mercedes             | 70     | +1 ronde            | 6    | 6      |
| 8   | 15 | Paul di Resta      | Force India-Mercedes | 70     | +1 ronde            | 11   | 4      |
| 9   | 16 | Kamui Kobayashi    | Sauber-Ferrari       | 70     | +1 ronde            | 16   | 2      |
| 10  | 10 | Vitali Petrov      | Renault              | 70     | +1 ronde            | 15   | 1      |
| 11  | 19 | Jaime Alguersuari  | Toro Rosso-Ferrari   | 70     | +1 ronde            | 13   |        |
| 12  | 18 | Sébastien Buemi    | Toro Rosso-Ferrari   | 70     | +1 ronde            | 14   |        |
| 13  | 17 | Sergio Pérez       | Sauber-Ferrari       | 70     | +1 ronde            | 17   |        |
| 14  | 11 | Rubens Barrichello | Williams-Cosworth    | 70     | +1 ronde            | 12   |        |
| 15  | 7  | Michael Schumacher | Mercedes             | 70     | +1 ronde            | 10   |        |
| 16  | 20 | Heikki Kovalainen  | Lotus-Renault        | 69     | +2 ronden           | 19   |        |
| 17  | 9  | Bruno Senna        | Renault              | 69     | +2 ronden           | 9    |        |
| 18  | 21 | Jarno Trulli       | Lotus-Renault        | 69     | +2 ronden           | 20   |        |
| 19  | 25 | Jérôme d'Ambrosio  | Virgin-Cosworth      | 68     | +3 ronden           | 23   |        |
| 20  | 22 | Daniel Ricciardo   | HRT-Cosworth         | 68     | +3 ronden           | 22   |        |
| DNF | 23 | Vitantonio Liuzzi  | HRT-Cosworth         | 61     | Dynamo              | 21   |        |
| DNF | 3  | Lewis Hamilton     | McLaren-Mercedes     | 46     | Versnellingsbak     | 4    |        |
| DNF | 12 | Pastor Maldonado   | Williams-Cosworth    | 26     | Ongeluk             | 18   |        |
| DNF | 24 | Timo Glock         | Virgin-Cosworth      | 21     | Wiel                | 24   |        |

## Noot
- Dit was de tweede wereldtitel voor Sebastian Vettel en de negende voor een Duitse coureur. Vettel was de veertiende coureur die minstens twee wereldkampioenschappen had behaald. Door het succesvol verdedigen van zijn titel, evenaarde Vettel het record van Alberto Ascari (1953), Juan Manuel Fangio (1955), Jack Brabham (1960), Alain Prost (1986), Ayrton Senna (1991), Michael Schumacher (1995) en Fernando Alonso (2006).

1972 · 1973 · 1974 · 1975 · 1976 · 1977 · 1978 · 1979 · 1980 · 1981 · 1982 · 1983 · 1984 · 1985 · 1986 · 1987 · 1988 · 1989 · 1990 · 1991 · 1992 · 1993 · 1994 · 1995 · 1996 · 1997 · 1998 · 1999 · 2000 · 2001 · 2002 · 2003 · 2004 · 2005 · 2006 · 2007 · 2008 · 2009 · 2010 · 2011 · 2012 · 2013 · 2014 · 2015 · 2016 · 2017 · 2018 · 2019